# Shirone
Shirone (em japonês: 白根市; romaniz.: Shirone-shi) foi uma cidade japonesa da prefeitura de Niigata. Tinha 77,06 km² de área e em 2003 estimava-se que tivesse 39 966 habitantes(densidade populacional: 518,63 hab/km².
Recebeu o estatuto de cidade a 1 de Junho de 1959. Em 2005 passou a fazer parte da cidade de Niigata. Em abril de 2007 fazia parte do ku (distrito) de Minami-ku de Niigata.